# Charles W. Whalen

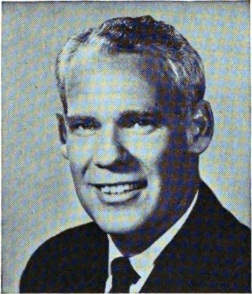
Charles W. Whalen (1973)

Charles William Whalen (* 31. Juli 1920 in Dayton, Ohio; † 27. Juni 2011 in Bethesda, Maryland) war ein US-amerikanischer Politiker der Republikanischen Partei. Vom 3. Januar 1967 bis zum 3. Januar 1979 war er Mitglied des Repräsentantenhauses der Vereinigten Staaten für den 3. Kongressdistrikt des Bundesstaates Ohio.

## Biografie
Whalen wurde 1920 in Dayton geboren. 1942 schloss er das Studium der Betriebswirtschaftslehre an der University of Dayton ab. 1946 folgte ein weiterer Abschluss von der Harvard University. Während des Zweiten Weltkrieges diente Whalen in der United States Army, zuletzt im Range eines First lieutenant. 1946 wurde er aus dem Militärdienst entlassen. Anschließend war er in der freien Wirtschaft tätig. 
1954 trat Whalen erstmals politisch in Erscheinung. Er wurde in das Repräsentantenhaus von Ohio gewählt. Hier saß er insgesamt sechs Jahre lang. Ab 1960 war er Mitglied des Staatssenats. 1962 trat er zur Vorwahl seiner Partei um das Amt des Vizegouverneurs von Ohio an, konnte sich aber nicht durchsetzen. Er blieb Mitglied des Senats. Zur gleichen Zeit war er bis 1966 Professor an der University of Dayton. 1966 kandidierte er erfolgreich für einen Sitz im US-Repräsentantenhaus. Dort vertrat er fortan den 3. Distrikt von Ohio. Er wurde insgesamt fünfmal wiedergewählt. 1978 trat er nicht mehr zur Wahl an. Während seines politischen Wirkens, staatsweit wie bundesweit, setzte sich Whalen für die Bürgerrechte ein. Er war erklärter Gegner des Vietnamkrieges und des Irakkrieges. 
Whalen konzentrierte sich nach dem Rückzug aus der Politik auf das Schreiben von Büchern. Gemeinsam mit seiner Frau Barbara brachte er zwei Werke heraus. Am 27. Juni 2011 starb Whalen im Alter von 90 Jahren im National Naval Medical Center.